# Al-Marj, Idlib
Al-Marj (tiếng Ả Rập: المرج) là một ngôi làng Syria nằm ở Muhambal Nahiyah ở huyện Ariha, Idlib. Theo Cục Thống kê Trung ương Syria (CBS), Al-Marj có dân số 547 trong cuộc điều tra dân số năm 2004.